# خلبان (إب)

تعديل مصدري - تعديل

خلبان محلة تابعة لقرية الجبانة، التابعة لعزلة بني مدسم بمديرية إب إحدى مديريات محافظة إب في الجمهورية اليمنية.، بلغ تعداد سكانها 183 حسب تعداد اليمن لعام 2004.